# Al Jones
Pour les articles homonymes, voir Jones.
Al Jones est un boxeur américain né le 1er octobre 1946 à Détroit (Michigan).

## Carrière
Sa carrière amateur est principalement marquée par une médaille de bronze remportée aux Jeux olympiques de Mexico en 1968 en poids moyens.

### Jeux olympiques
- Médaille de bronze en -75 kg aux Jeux de 1968 à Mexico